# Lyddington
Lyddington – wieś w Anglii, w hrabstwie Rutland. Leży 13 km na południe od miasta Oakham i 124 km na północ od Londynu. W 2001 miejscowość liczyła 397 mieszkańców.